# Šrírangapattanam
Šrírangapattanam (také Shrirangapattana; poangličtěný na Seringapatam) je město v indickém státě Karnátaka. Nachází se poblíž města Maisúr, je významné nejen jako náboženské centrum ale i svou kulturou a historií. Město se nachází pouhých 15 km od města Maisúr. Celé ho obtéká řeka Kávéri a vytváří tak říční ostrov na kterém je město vybudováno. Město je snadno dostupné vlakem z Bengaluru a Maisúru. Dobré spojení je také po dálnici vedoucí z Bengalúru do Maisúru. Dálnice město protíná a byla věnována zvláštní pozornost minimalizaci dopadu na jeho památky
Památky na ostrovním městě Šrírangapattanam byly nominovány na seznam světového dědictví UNESCO, zatím na předběžný seznam památek zařazeny nejsou.

## Náboženský význam

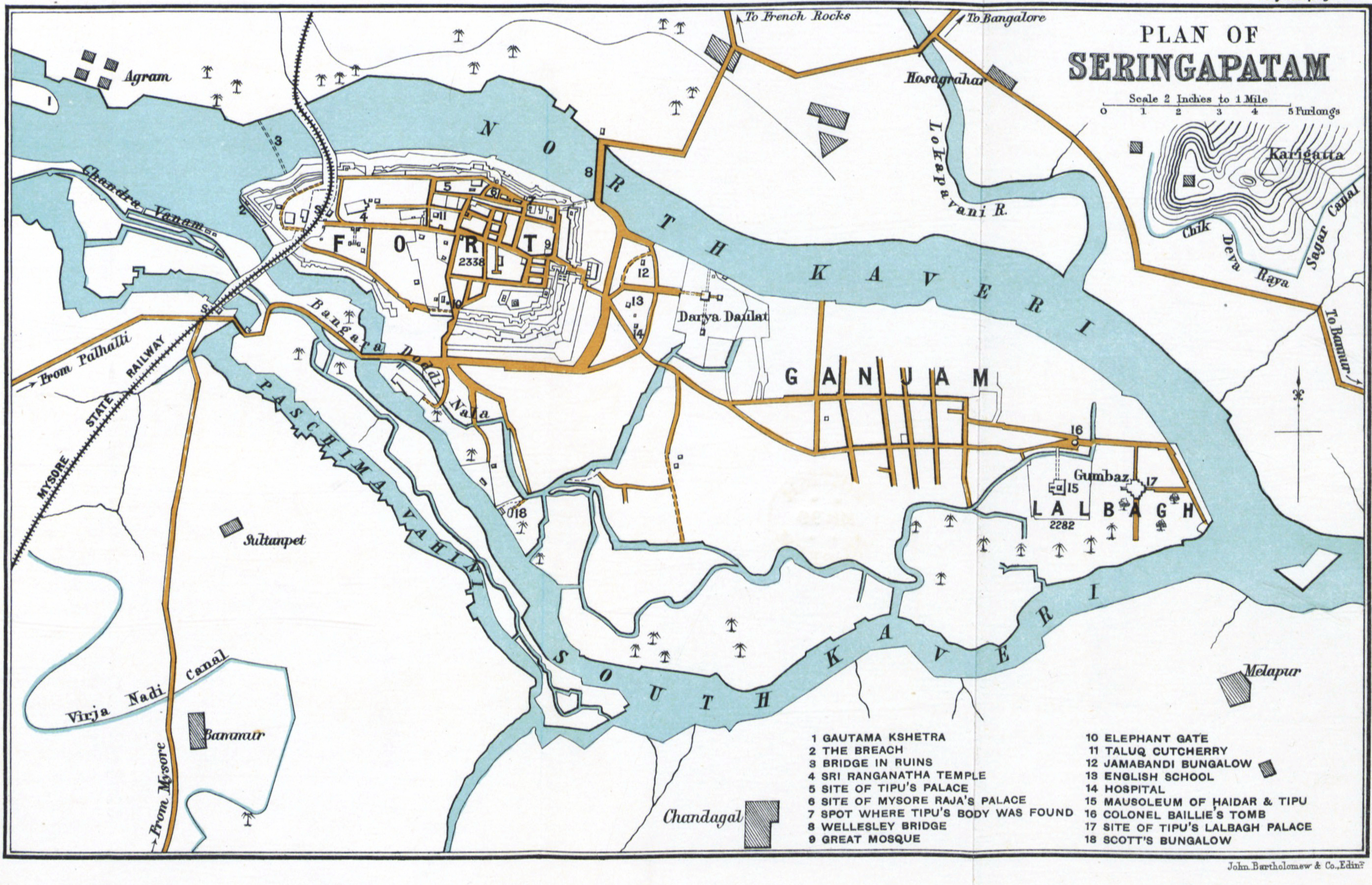
Plán města Seringapatam

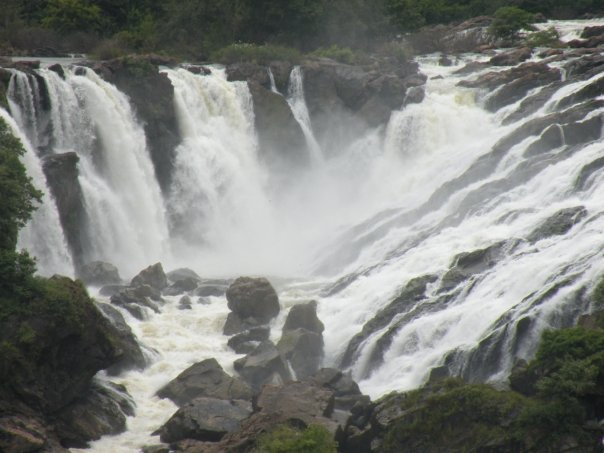
Vodopády Šivanasamudra

Jméno města je odvozeno od chrámu, dominujícímu městu a zasvěcenému hinduistickému bohu Ranganathaswamovi. Šrírangapattanam je tak jedním z nejdůležitějších poutních center věřících vyznávajících višnuvismus v jižní Indii. Chrám byl postaven v 9. století vládci dynastie Ganga. Stavba byla o tři století později opravena a architektonicky vylepšena. Chrám je tedy směsicí stylů chrámové architektury říše Hoysala a Vidžajanagarské říše.
Tradice tvrdí, že všechny ostrovy vytvořené řekou Kávéri jsou zasvěceny Sri Ranganathaswamy (PrabhaVishnu zmiňovaný ve Vishnu SahasraNamah) a velké chrámy byly postaveny v dávné minulosti a byly věnované tomuto božstvu na třech největších ostrovech. Tři města, která tvoří hlavní poutní centra věnovaná bohu Ranganathaswamovi, jsou:
Adi Ranga – v Šrírangapattanamu
Madhya Ranga – v Sivanasamudramu
Antya Ranga – v Srirangamu
Samotná přítomnost řeky Kávéri je považována za příznivou a posvěcující. Část Paschima Vaahini v Kávéri u Šrírangapattanamu je považována za obzvláště posvátnou; zbožní přicházejí zdaleka, aby do jejích vod vsypaly popel zesnulých a uctili zde i své předky. Srirangapatna Sangama je soutok tří svatých řek, které vytvářejí ostrov. Ve vzdálenosti 27 km od města proti proudu se nacházejí nádherné vodopády Shivanasamudra. Jde o druhý největší vodopád v Indii a 16. největší na světě.

## Historie
Šrírangapattanam je od nepaměti poutním místem. Za doby Vidžajanagarské říše bylo sídelním městem místokrálů. Odtud byla dohlíženo na několik blízkých vazalských států říše, jako Maisúrské království a pouštní město Talakadu. Když moc Vidžajanagarské říše začala slábnout, maisúrští vládci se odvážili prosadit nezávislost a Šrírangapattanam byl jejich prvním cílem. V roce 1610 Raja Wodeyar porazil Rangaraya, tehdejší místokrále a uspořádal festival. Dvě události podle tradice potvrdily oprávněnost vlády Maissúrského království:
1. Úspěšné pořádání 10denního festivalu Navaratri věnovaného Chamundeshwari, bohyni a patronce Maisúrského království.
2. Ovládnutí pevnosti Šrírangapattanamské pevnosti, opevnění nejblíže hlavnímu městu království.

Šrírangapattanam zůstal součástí království Maisúr od roku 1610 do nezávislosti Indie v roce 1947; jako pevnost ležící nejblíže k hlavnímu městu Maisúr to byla poslední bašta a obrana království v případě invaze.

### Haidar Alí a jeho syn sultán Fateh Alí Tipú
Šrírangapattanam se stal hlavním městem království Maisúr za vlády Haidara Alího a jeho syna sultána Tipúa. Tipú nakonec upustil od předstírání úcty k maharádžovi Wodeyarovi, který byl ve skutečnosti jeho zajatcem, a prohlásil jeho území za své království, přestože Wodeyarův syn Chamaraja Wodeyar IX. byl stále oficiálně maisúrským králem.
Během Tipúových válek proti Britům, sultán Tipú shromáždil komunity Nairs, Kodago, včetně Mangaloreanských katolíků v dobytých oblastech a deportoval je do pevnosti Šrírangapattanam, kde byly drženi v zajetí až do roku 1799, kdy Britové Tipúa porazili a vězně osvobodili.

### Smlouva z roku 1795
Smlouva ze Šrírangapattanamu (také nazývaná Šrirangapatinam), podepsaná 18. března 1792, ukončila třetí anglo-mysorskou válku. Mezi jejími signatáři byli lord Cornwallis jménem Britské východoindické společnosti, zástupci nizáma z Haidarábádu a Marathské říše a sultán Fateh Alí Tipú za království Maisúr.

### Vítězství Britů – bitva z roku 1799
Šrírangapattanam byl dějištěm rozhodující bitvy mezi sultánem Tipú na jedné straně a armádou složenou z vojáků Britské východoindické společnosti a nizáma z Haidarábádu. Síle 50 000 mužů velel generál George Harris. Bitva byla posledním, čtvrtým střetnutím anglo-mysorských válek, válek o Karnátaku. Bitva u Šrirangapatinamu byla ve svých historických dopadech skutečně významná, neboť potvrdila vliv Británii v Indii.
V bitvě byl Tipú zabit, zrazen jedním ze svých mužů. Na místě, kde padl stojí dnes památník. Vítězné armády pokračovaly v drancování města a plenění Tipúova paláce. Kromě obvyklého zlata a hotovosti byly do Anglie odeslány nesčetné cennosti a umělecké předměty, s výjimkou osobních věcí Tipúa, jeho bohatého oblečení a obuvi, meče a střelných zbraní. Většina z těchto předmětů je v londýnském Victoria and Albert Museum. Některé předměty se objevily na aukcích a byly získány pro Indii. Velká část dějiště bitvy zůstala neporušená, včetně hradeb, vodní brány, místa, kde bylo nalezeno těloTipúa, místa, kde byli drženi britští vězni, a místa zničeného paláce.

## Zajímavá místa
Město je známé starobylým chrámem zasvěceným Sri Ranganathaswamimu, podobě boha Višnua. Před chrámem Sri Ranganathaswamy stojí chrám Kalyani Siddhi Vinayaka. Mezi další chrámy v Šrírangapattanamu patří chrám Lakshminarasimha Swamy, chrám Jyothi Mahaswara, chrám Bidhcotta Ganesha, chrám Panduranga Swamy, chrám Sathyanarayana Swamy, chrám Anjunaya Swamy Temple, chrám Ayyapa, chrám Gangadhareswara Swamy Temple a chrám RaganathaNagara a Raghavendra Swamy Mutt na Old Post Office Road. V pevnosti Šrírangapattanamu je dalších 8 chrámů Ganesh a Anjunaya. Karighatta (Černý kopec) a chrám boha Srinivasa jsou jen pár kilometrů od města. Známý chrám Nimishambha je asi 2 km od města. V Šrírangapattanamu je také letní palác sultánaTipúa a jeho mauzoleum.

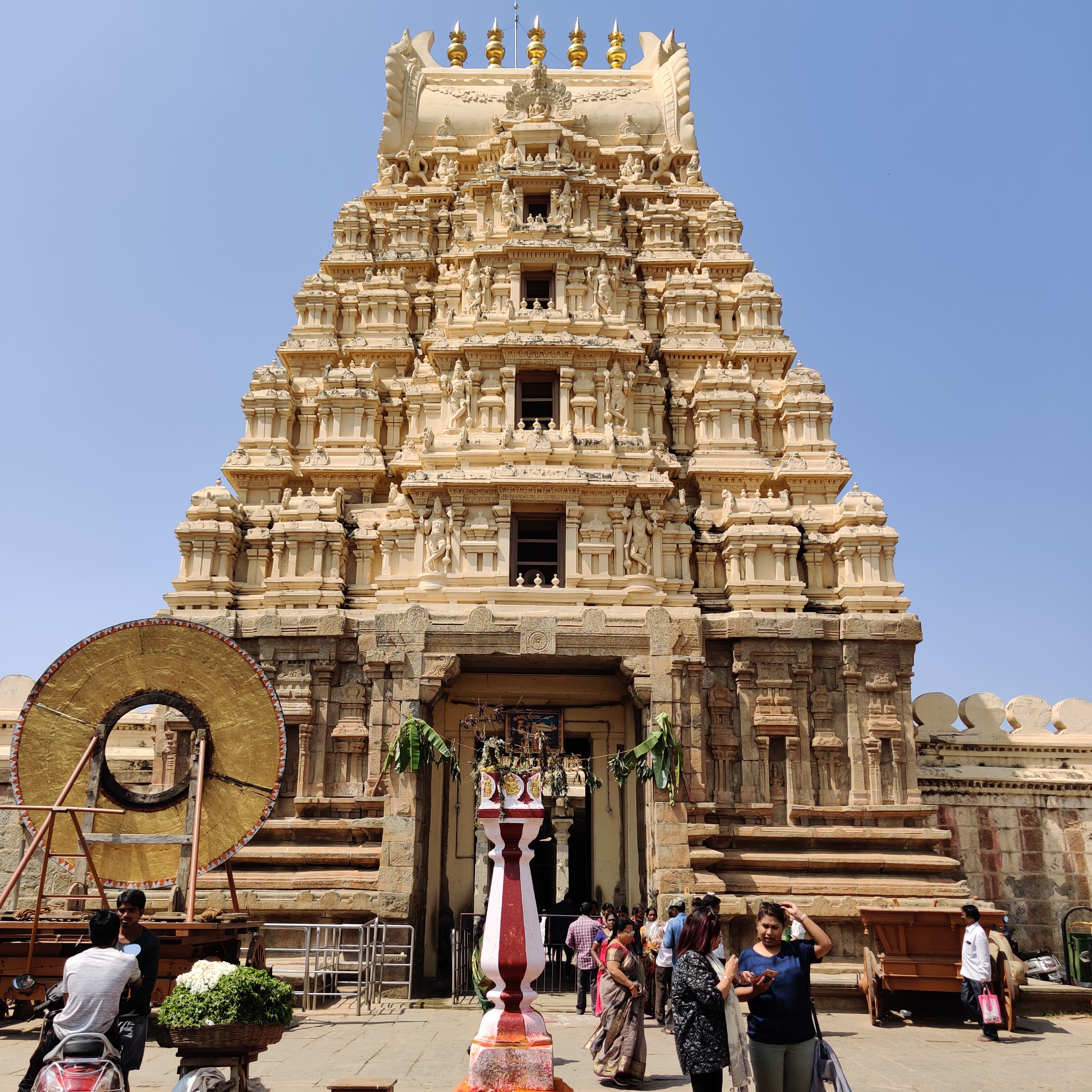
Chrám boha Ranganathaswamy, Šrírangapattanam
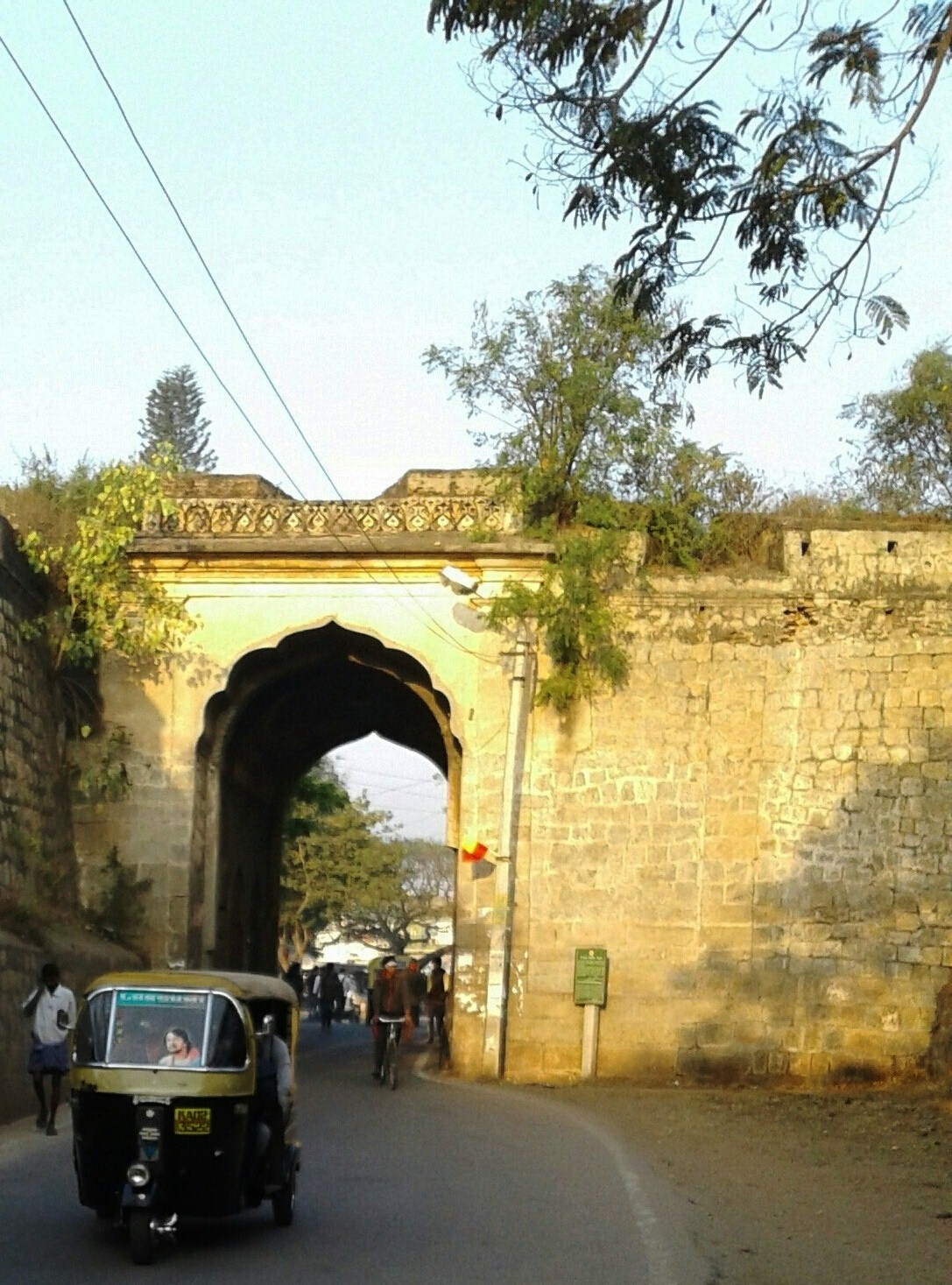
Brána slonů
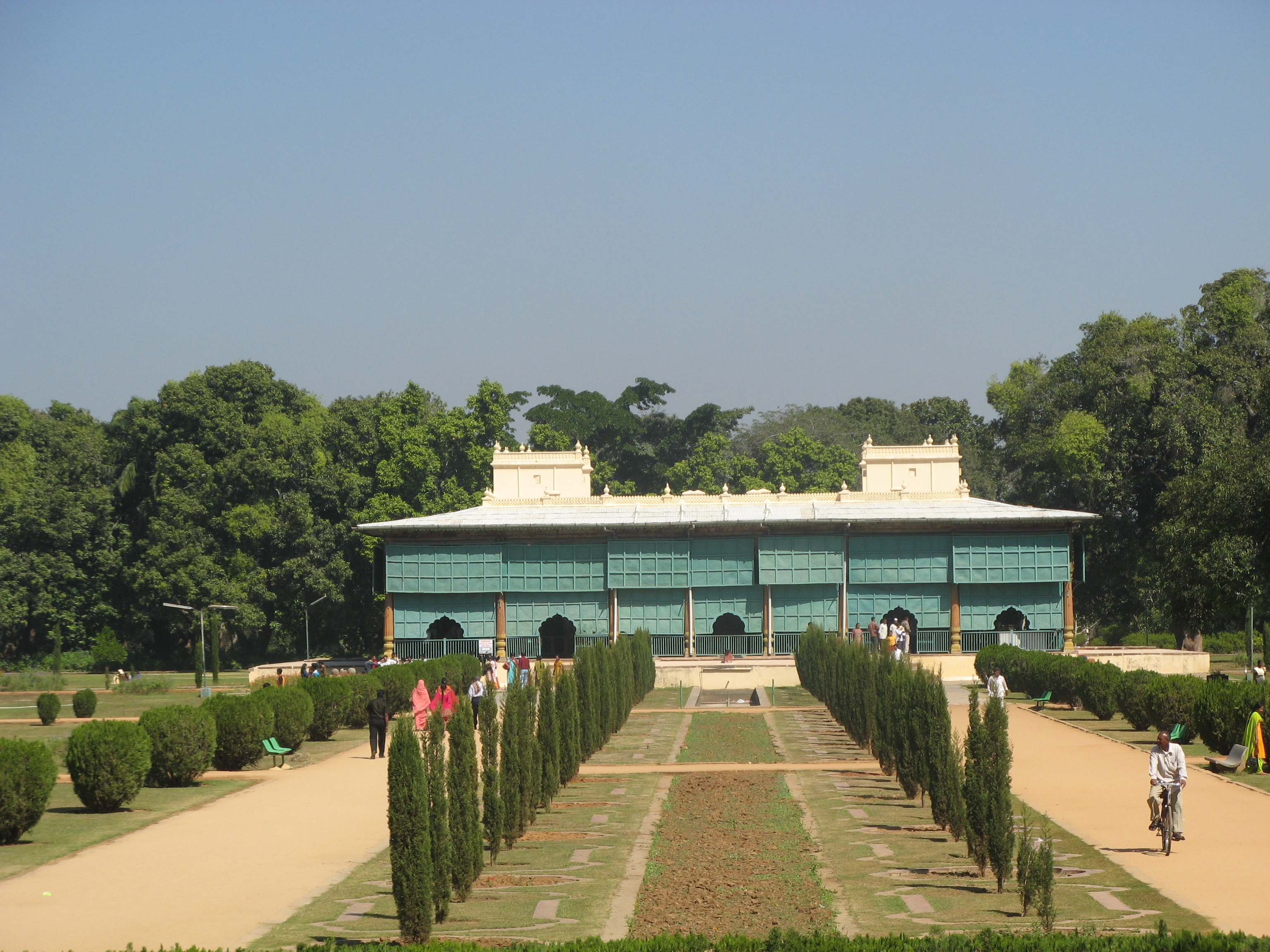
Palác sultána Tipúa, uprostřed zahrady zvané Daria Daulat Bagh, postaveno 1784 v indicko-saracenském stylu, postaven většinou vyroben z teakového dřeva.
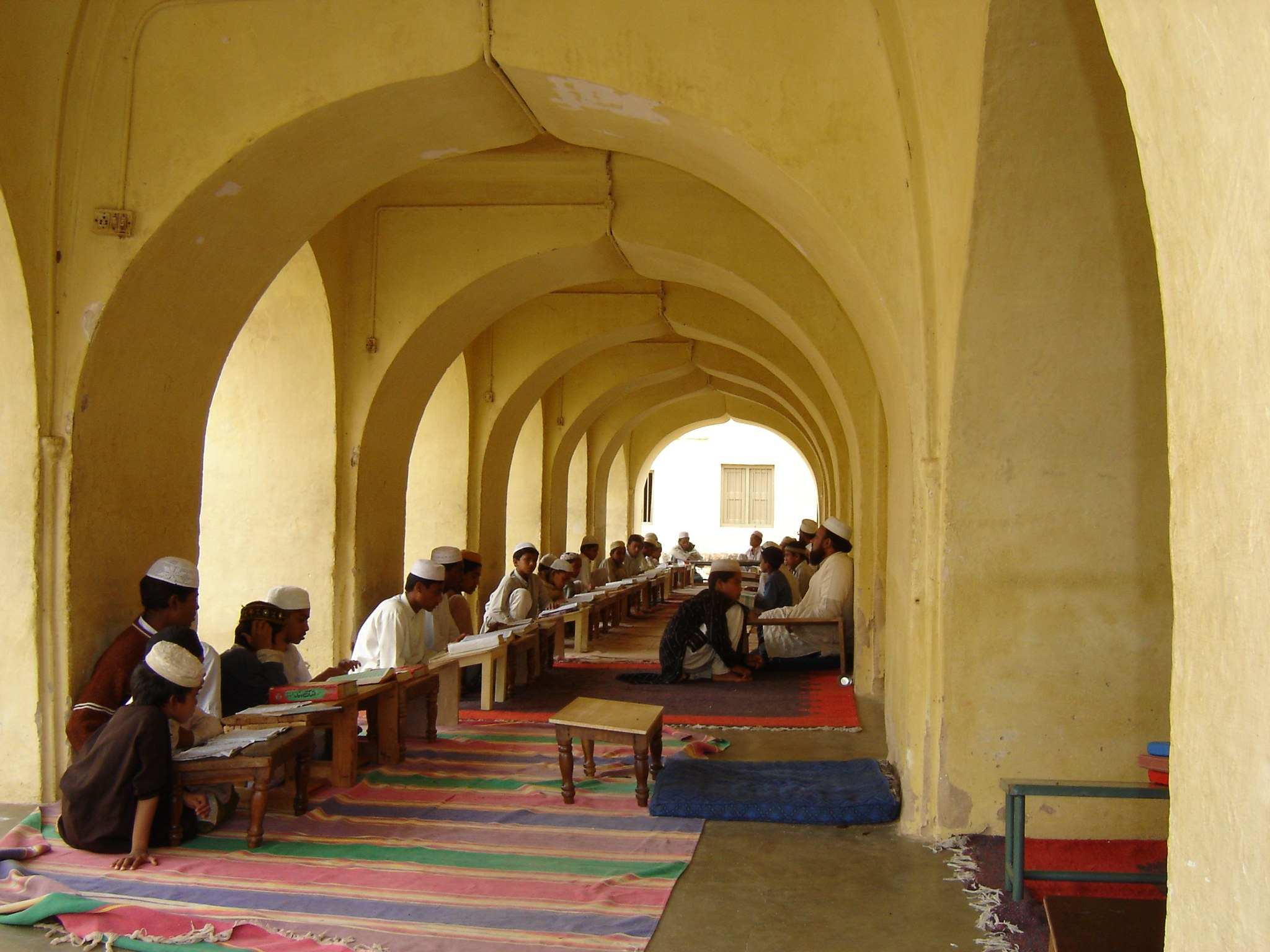
The Juma Masjid, mešita Jumma Masjid a zahrady Daria Daulat, postavena v roce 1782 sultánem Tipú.
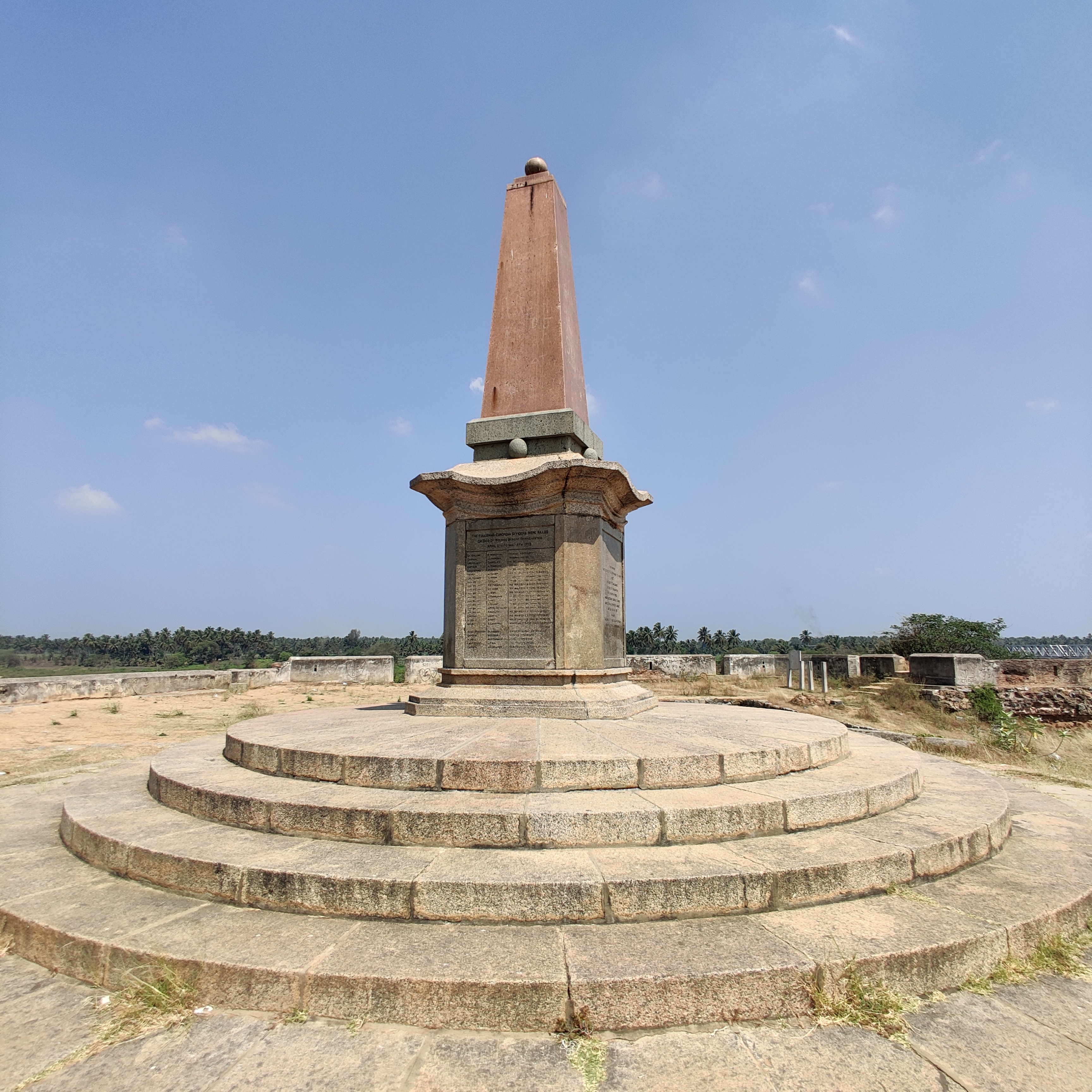
Obelisk postavený na památku padlých britských vojáků během obléhání Šrírangapattanamu
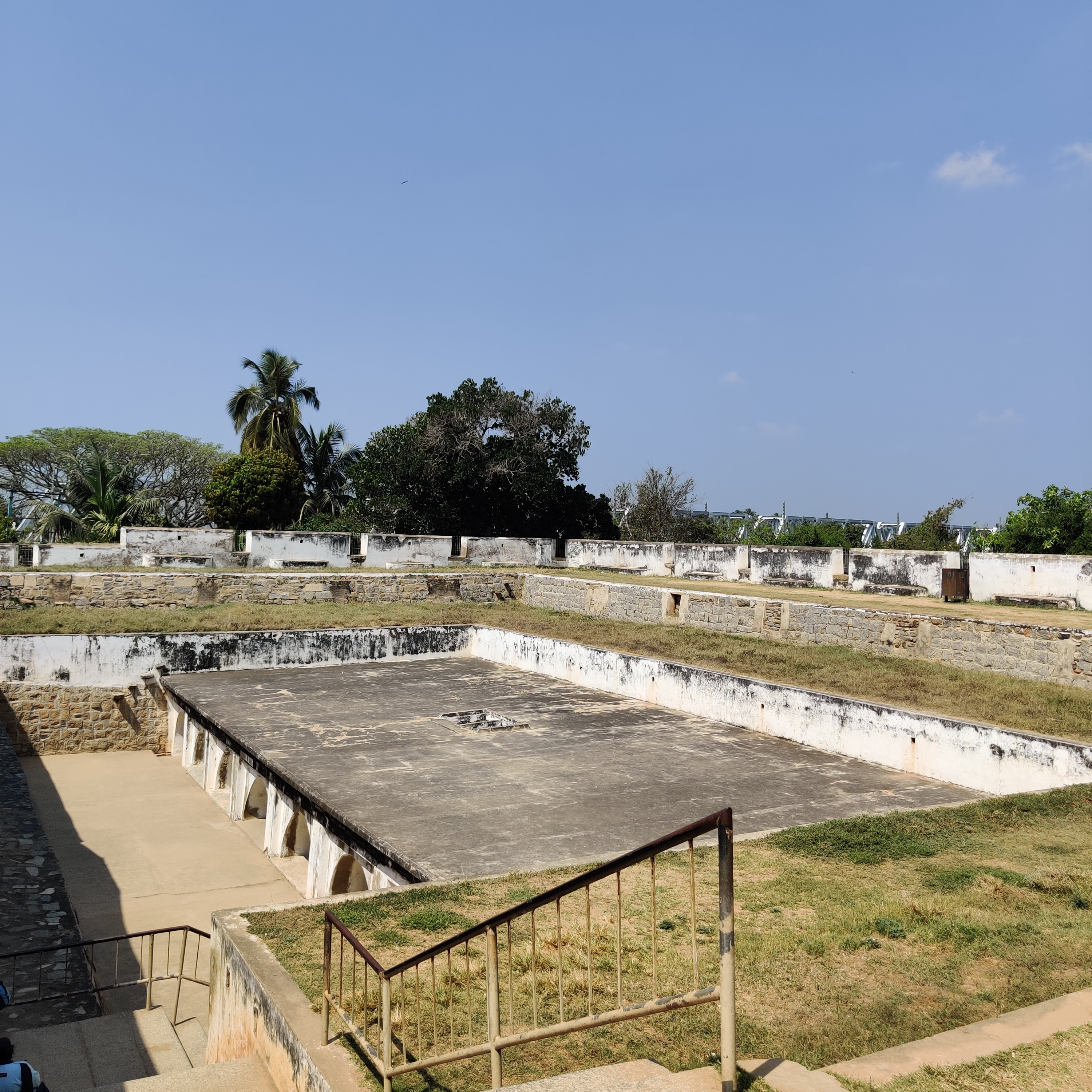
Pohled na vězeňské kobky v Šrírangapattanamu

### Hrobka sultána Tipúa
Gumbaz je mauzoleum umístěném mezi krásně upravenými zahradami. V mauzoleu jsou uloženy ostatky sultána Tipúa, jeho otce Haidara Alího a jeho matky Fatimy Begum. Kolem mauzolea jsou označené hrobky dalších příbuzných. Vnější sloupy Gumbazu jsou vyrobeny z amfibolitu, velmi tmavého kamene. Vnitřní část hrobky je osvětlena pouze přirozeným světlem. Všichni návštěvníci jsou uvnitř vítáni a přátelští vrátní je dokonce povzbuzují ke vstupu.

### Most Wellesley
Wellesley Bridge je most postavený královstvím Maisúr na řece Kávéri v roce 1804. Název dostal podle tehdejšího generálního guvernéra markýze z Wellesley. Kamenný most je po mnoho let odolává hustému provozu.

### Karighatta
Karighatta je kopec vysoký 3 000 stop, ležící několik kilometrů od „ostrovního“ města Šrírangapattanam. Poskytuje nádherný výhled na panorama měst Šrírangapattanam a Maisúr. Název Karighatta se v kannadštině překládá jako „Černý kopec“. Slavný chrám Nimishamba (inkarnace Párvatí, manželky boha Šivy) je na břehu řeky Lokapavani. I tento chrám je jasně vidět z vrcholu kopce Karighatta. V blízkosti je také ptačí rezervace Ranganathittu Bird Sanctuary, kde se úspěšně rozmnožuje mnoho druhů vodních ptáků a dalších živočichů.

### Hřbitov Garrison
Hřbitov Garrison se nachází v Šrírangapattanamu, na břehu řeky Kávéri. Je zde asi 307 hrobů evropských důstojníků a jejich rodinných příslušníků zabitých při posledním útoku na sultána Tipúa. Mezi nimi je také 80 hrobů důstojníků švýcarského pluku de Meuron a jejich rodinných příslušníků.

### Pevnost
Pevnost Šrírangapattanam leží na západě ostrova. Místo, kde Britové prorazili hradby a tím překvapili vojska sultána Tipúa je označeno obeliskem. Označeno je také místo, kde britské síly sultána zabily, včetně žaláře ve kterém maisúrští vládci věznili britské vojáky. Britský plukovník Bailey, který byl jediným zde vězněným britským důstojníkem. Kruté podmínky žaláře nepřežil.

### Obelisk Monument
Obelisk je památník postavený maisúrskými vládci na památku anglických vojáků, kteří zahynuli během obléhání Šrírangapattanamu. Památník byl postaven za vlády Krišnaraja Wadijara IV. v roce 1907, na oslavu porážky Tipúa v roce 1799. Nápis na desce zní „Tento památník je postaven vládou Maisúru v roce 1907 jako připomínka obléhání Šrírangapattanam britskými silami pod vedením generálporučíka G. Harrise. (George Harris, 1. baron Harris) a jeho osvobozující útok 4. května 1799. Stejně jako připomínka všech statečných důstojníků, kteří padli během operací.“